# Anthaxia funerula
Anthaxia funerula es una especie de escarabajo del género Anthaxia, familia Buprestidae. Fue descrita científicamente por Illiger en 1803.